# The Light at the End of the World
The Light at the End of the World šesti je studijski album britanskog doom metal sastava My Dying Bride. Album je 12. listopada 1999. godine objavila diskografska kuća Peaceville Records.

## O albumu
Nakon eksperimentalnijeg 34.788%... Completea, ovaj album označava povratak tradicionalnijem stilu tekstova i doom zvuku grupe. Usto je prvo glazbeno izdanje My Dying Bridea od The Sexuality of Bereavementa iz 1994. godine na kojem se pojavljuju growlani vokali, iako je Aaron Stainthorpe izmijenio i proširio svoj stil pjevanja. Budući da je Calvin Robertshaw napustio skupinu usred snimanja albuma, sve je gitarske dionice na albumu snimio Andrew Craighan. Gitarist Hamish Glencross zamijenio je Robertshawa 2000. godine. Klavijaturističke je dionice svirao Jonny Maudling iz grupe Bal-Sagoth. Ovo je također prvi album My Dying Bridea na kojem je bubnjeve svirao Shaun Steels, koji će ostati u skupini do 2006. godine.
Skladba "Sear Me III" treća je u trilogiji pjesama koje nose taj naziv; prethode joj klavijaturistička i violinistička "Sear Me MCMXCIII" s albuma Turn Loose the Swans iz 1993. godine i "Sear Me" s albuma As the Flower Withers iz 1992. godine, koja je stilistički sličnija trećem nastavku.

## Popis pjesama
| 1.    | »She Is the Dark«                   | 8:26  |
| 2.    | »Edenbeast«                         | 11:23 |
| 3.    | »The Night He Died«                 | 6:25  |
| 4.    | »The Light at the End of the World« | 10:36 |
| 5.    | »The Fever Sea«                     | 4:05  |
| 6.    | »Into the Lake of Ghosts«           | 7:09  |
| 7.    | »The Isis Script«                   | 7:08  |
| 8.    | »Christliar«                        | 10:31 |
| 9.    | »Sear Me III«                       | 5:26  |
| 71:09 |                                     |       |

## Recenzije
William York, glazbeni kritičar sa stranice AllMusic, dodijelio je albumu četiri i pol od pet zvjezdica te je izjavio: "Došavši nakon elektroničkih/industrijalnih eksperimenata i kraćih, više pop pjesama albuma 34.788%... Complete, The Light at the End of the World označava povratak epskom doom/death metal stilu ranijih dana My Dying Bridea. Nezamjenjivo turobno pjevušenje pjevača Aarona Stainthorpea još uvijek je u središtu stvari, ali, po prvi put od albuma Turn Loose the Swans, počeo je izmjenjivati taj glas s režanjem u stilu death/black metala, koje doista može zvučati prilično zastrašujuće. Violinistički i klaviristički ukrasi ranijih dana grupe nisu prisutni, dok se klavijature koriste umjereno (i ukusno), puštajući da se ističu gitare. Zbog toga se ovaj album čini ogoljenijim od ostatka rada skupine. Pjesme su uglavnom spore i dugačke -- tri od njih traju dulje od deset minuta  -- ali nježno teku dok se kreću od jednog dijela ili rifa prema drugom, rijetko pauzirajući. Među istaknutijim se skladbama nalaze uzvišena naslovna pjesma, ali i uvodna skladba "She Is the Dark", koja odlično povezuje žešće death metal rifove sa sporijim, atmosferičnijim dijelovima. My Dying Bride nikad nije bio najlakši sastav za slušanje jer je njegova glazba toliko neumorno gorka i deprimirajuća, ali je u svakom slučaju ovo vrlo snažan album koji bi slušatelji koji su mislili da su najbolji dani grupe prošli trebali smatrati "povratničkim"."

## Zasluge
| My Dying Bride - Aaron – vokali, ilustracija, fotografija - Andrew – gitara, miksanje - Ade – bas-gitara - Shaun – bubnjevi | Dodatni glazbenici - Calvin Robertshaw – gitara (na pjesmi "Sear Me III"), miksanje - Jonny Maudling – klavijature Ostalo osoblje - Mags – inženjer zvuka, miksanje |